# توماس دي تيريزا
توماس دي تيريزا (بالإسبانية: Tomás de Teresa)‏ هو منافس ألعاب قوى وشخصية أعمال إسباني، ولد في 5 سبتمبر 1968 في سانتونيا في إسبانيا.

## وصلات خارجية
- توماس دي تيريزا على موقع الاتحاد الدولي لألعاب القوى (الإنجليزية)
- توماس دي تيريزا على موقع أوليمبيديا (الإنجليزية)